# Битва на Гидаспе
Би́тва на Гида́спе (июль 326 до н. э.) — сражение Александра Македонского с войском индийского царя Пора на реке Гидасп (приток Инда).
Македонские войска разгромили армию индов, после чего царь Пор, попавший в плен, стал союзником и вассалом Александра Македонского. Сражение стало последней из крупных битв в биографии Александра. Вскоре после него он прекратил свой победоносный десятилетний поход на Восток и вернулся в Персию, где занялся внутренними делами созданной империи.

## Предыстория
Александр Македонский в мае 334 до н. э. начал свой легендарный поход в Азию. После решающей битвы при Гавгамелах в 331 до н. э. Персидская империя Ахеменидов, существовавшая более 200 лет, фактически распалась. Александру пришлось сражаться уже не с персидским царём, а с бывшими персидскими сатрапами, ставшими удельными правителями в подвластных им землях. Когда вся территория Персидской державы была включена в состав империи Александра Македонского, Александр приступил к расширению владений за счёт новых стран, следуя навязчивой идее стать владыкой всего цивилизованного мира. Спустя 8 лет после вторжения в Азию Александр вступил в сказочную для греков Индию.
Наслышанные о подвигах Александра мелкие индийские цари сдавали свои города грозному македонскому войску. Ими двигал не только страх, но и определённый интерес — за счёт македонской армии они расширяли владения и усиливались против соперников. После форсирования реки Инд Александр, продвигаясь на восток, в июле 326 до н. э. подошёл к реке Гидасп (теперь река Джелум (Jhelum) в Пакистане), крупному притоку Инда с восточной стороны. За Гидаспом Александра ожидал царь Пор.
Арриан назвал май как месяц битвы, однако в другом месте он оговорился, что битва произошла после июня, что согласуется с датой, названной Диодором. Курций так рассказывает об этой встрече:

«Александр, считая, что слава его имени может склонить Пора к сдаче, отправил Клеохара объявить Пору, что тот должен уплатить дань и встретить царя у границы своего государства. Пор ответил, что лишь одно из этих требований будет исполнено: он встретит вступающего в его страну царя, но сделает это с оружием в руках.»

## Силы противников

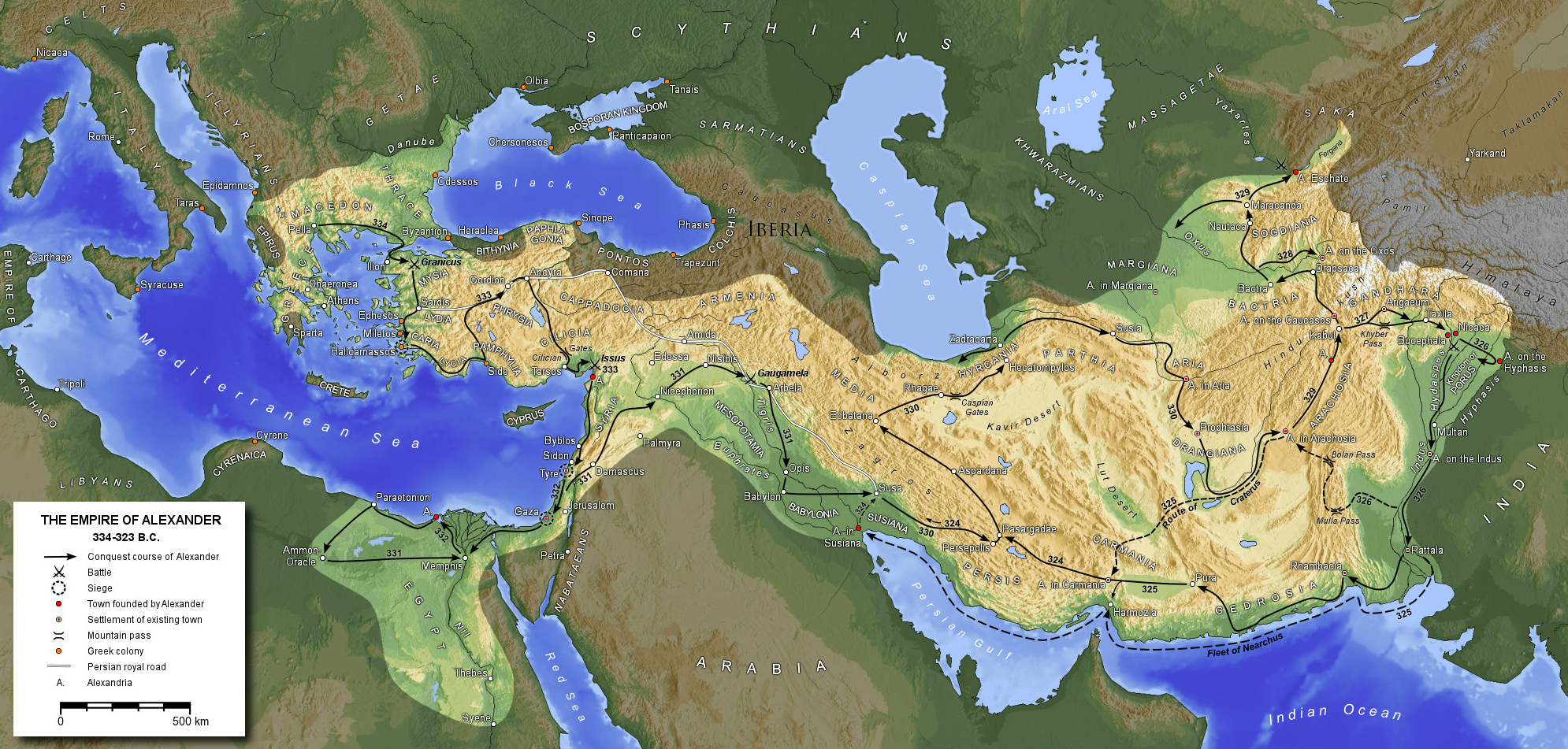
Место битвы на карте империи Александра

Царь Пор, или Пурурава на санскрите, отличался от прежних противников Александра решимостью и личным мужеством. Все античные авторы отмечают его царственный облик — рост более двух метров  и могучее телосложение, так что на слоне Пор смотрелся как всадник на коне. Армия Пора не достигала размеров персидского войска, но была достаточно сильна. Арриан насчитывает более 30 тысяч пехоты, 4 тысячи конных, 300 колесниц и 200 слонов. Курций повторяет эти цифры, но уменьшает число слонов до 85.

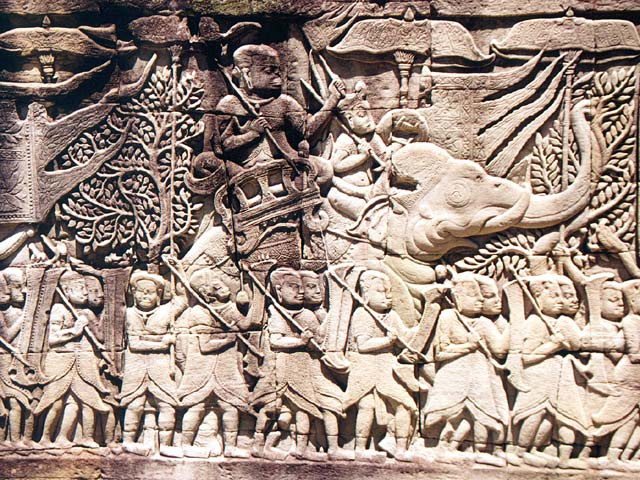
Боевые слоны. Рельеф храма в Ангкоре.

По Диодору царь Пор имел 50 тысяч пехоты, 3 тысячи конных, тысячу колесниц и 130 слонов. С другой стороны, Плутарх сообщает только о 20 тысячах пехоты и 2 тысячах конных у Пора. Судя по описанию сражения и потерь, вероятно у Пора было до 30 тысяч пехоты, 3 тысячи конных, 300 колесниц и 130—200 слонов. Наиболее грозной силой в индийском войске являлись боевые слоны, танки античной эпохи. В битве при Гавгамелах македоняне захватили у персов 15 слонов, но реального боевого столкновения с грозными животными ещё не имели. Легковооружённая пехота индов служила в основном для защиты слонов от нападения сбоку и с тыла. Основным оружием пехоты являлись большие луки, способные метать тяжёлые стрелы, копья и дубины. В колесницы, по словам Курция, впрягались по четыре лошади, экипаж квадриги состоял из 6 человек: два лучника, два щитоносца для ближнего боя и возницы. В отличие от персидских серпоносных колесниц на индийских колесницах серпы, ножи и лезвия не крепились. Индийская кавалерия, судя по всему, уступала персидской по вооружению.
Кроме своих немалых сил Пор рассчитывал на скорое прибытие союзника, индийского царя Абисара, чья армия лишь немногим уступала войску Пора.
Источники не сообщают о численности армии Александра Македонского, однако на основании подробного перечисления Аррианом македонских подразделений и их союзников можно оценить силы Александра примерно в 8-10 тысяч конных и 25-30 тысяч пехоты, из которых 5 тысяч составляли союзные индийцы от царя Таксила.

## Сражение
Битва между Александром и Пором замечательна сложностью манёвров, которые удалось внятно описать только Арриану, сведущему в военном деле человеку.

### Переправа

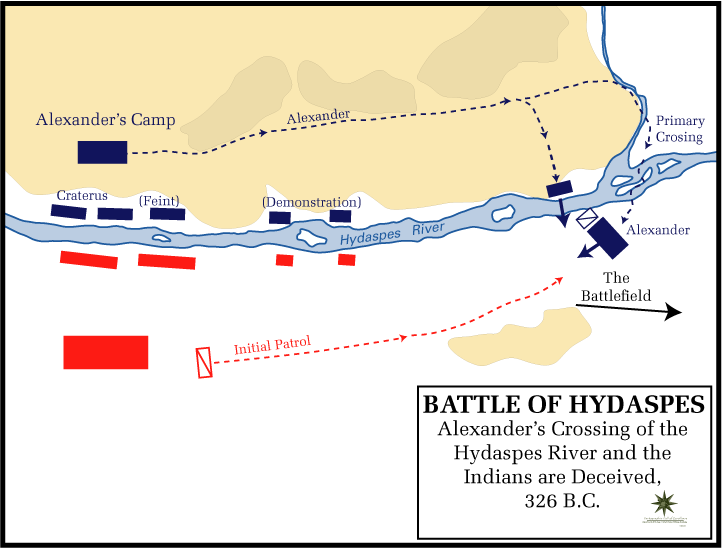
Переправа Александра Македонского через Гидасп

Армии Пора и Александра разделяла река Гидасп, шириной в 4 стадии (прим. 700 м) по сообщению Курция, полноводная в это время года и с сильным течением. Лагеря царей находились напротив друг друга. Вдоль реки Пор выставил сторожевые отряды, чтобы заранее узнать о переправе македонян и сбросить их в воду. Александр, со своей стороны, постарался ввести противника в заблуждение. Он разослал свои отряды по реке, имитируя переправу то в одном, то в другом месте, пока инды не перестали обращать внимания на манёвры македонян. Александр также запустил слух о планах дождаться спада уровня воды с тем, чтобы форсировать Гидасп вброд.
Когда бдительность Пора притупилась, Александр решил приступить к переправе. Армия была разделена на 3 части. Отряды численностью примерно в 10 тысяч солдат под командованием Кратера, включая 5 тысяч союзных индов, были оставлены в лагере напротив стоянки Пора с приказом начинать переправу только когда Пор будет вынужден уводить войска и прежде всего слонов.
Второй части армии численностью примерно тоже около 10 тысяч был дан приказ начинать переправу примерно в 10-12 км от базового лагеря в то время, когда Пор ввяжется в сражение с Александром. Сам Александр с 3-й частью армии собирался незаметно переправиться под прикрытием лесистой горы и острова в месте, отстоявшем от лагеря на 150 стадий (прим. 25 км). Такое разделение сил, по замыслу Александра, не позволит Пору сосредоточить силы для атаки уязвимых в момент переправы македонян.
Александр вёл отборные войска: эскадроны гетайров числом около 2-х тысяч, конных варваров, корпус щитоносцев, два полка фаланги и лёгкую пехоту с лучниками. Всего под его началом, по словам Арриана, было 5 тысяч конных и до 6 тысяч пехоты. Тайные приготовления к переправе, сделанные ночью, маскировал проливной дождь. К утру дождь стих, и переправа началась неожиданно для индов. Пехота пересекала реку на вёсельных судах, конница плыла на набитых сеном кожаных мехах. По ошибке высадившись на остров, македоняне были вынуждены переходить вброд на другой берег Гидаспа. Переправа успешно завершилась, прежде чем передовой отряд под командованием сына Пора прибыл к месту.

### Ход сражения
Сын Пора прибыл к месту высадки Александра с 2 тысячами конных и 120 колесницами (Плутарх называет вдвое меньшее количество). Александр бросил на них свою конницу, значительно превосходящую числом. Колесницы вязли в грязи вследствие ночного ливня, на них нельзя было наступать, и отступать тоже оказалось невозможным. Всех их захватили, перебив экипажи. Конных индов погибло около 4-х сотен, пал и сын Пора.
Тогда Пор двинул свою армию навстречу Александру, оставив несколько слонов и небольшую часть войск в лагере, чтобы воспрепятствовать переправе Кратера. На ровном месте Пор построил войско следующим образом: впереди слоны в одну линию с равными промежутками между ними. За слонами пехота индов; конницу Пор расположил по флангам, а перед конницей поставил колесницы.
Александр решил атаковать войско Пора, не дожидаясь переправы остальных частей своей армии. Удар конницы он направил на левый фланг индов, против их всадников. Военачальник Александра Кен атаковал правый фланг Пора. Наступать на слонов в лоб македоняне не решались. Сначала тысяча конных лучников засыпала индов градом стрел, затем Александр окружил левый фланг индов своими эскадронами. Колесницы были быстро выведены из строя македонской кавалерией. Конница Пора бросилась под защиту слонов, но делала вылазки при удобном случае. Вожаки слонов повели животных на всадников Александра, но те могли увернуться от неповоротливых животных, так что тяжесть борьбы с ними выпала на долю македонской пехоты. Пехота индов старалась держаться позади слонов, атакуя в промежутках между ними. Сражение превратилось в свалку, где преимущество и победа достаётся тому, кто лучше управляет отрядами. У Пора скоро армия превратилась в огромную толпу; инды, конные и пешие, искали спасения за слонами, но страдали от них ещё больше, чем от противника. Арриан пишет:

«Македонцы, если вокруг было просторно и они могли напасть на слонов, улучив удобный для себя случай, обычно разбегались, когда животные устремлялись на них, а когда они поворачивались, преследовали их и метали копья. Инды, двигавшиеся между слонов, особенно от них пострадали.»

Скоро слоны, оставшиеся в живых, повернули назад. Александр конницей окружил всё войско индов, которое, сдавленное в узком месте, больше не представляло боевой силы. К Александру подошли его отряды, без помех переправившиеся через Гидасп, и приступили к истреблению индов, сменив уставших за 8 часов боя воинов Александра.

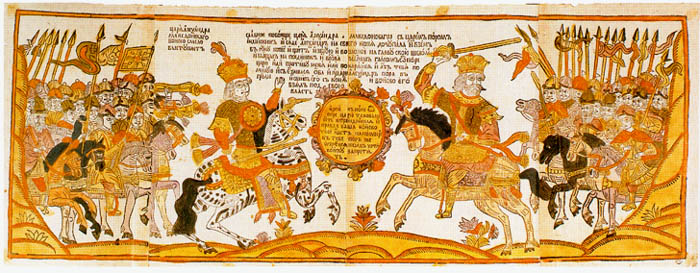
Славное побоище царя Александра Македонского с Пором, царём индийским. Лубок 1-й половины XVIII в.

## Исход битвы

Монеты, выпущенные примерно в 326 до н. э. в честь победы над царём Пором

Индийский царь Пор сражался до последнего. Существует несколько версий сдачи его в плен. Одни авторы уверяют, что его захватили без сознания. По рассказу Арриана, раненого в плечо Пора уговорили слезть со слона, послав на уговоры старинного друга:

«Александр первый обратился к нему, предложив сказать, чего он для себя хочет. Пор ответил: 'Чтобы ты обращался со мной, Александр, по-царски'. Александру понравился этот ответ: 'Я это сделаю, Пор, ради меня самого. А ты попроси ради себя того, что тебе мило'. Пор ответил, что в его просьбе заключено всё. Александру эти слова понравились ещё больше; он вручил Пору власть над его индами и прибавил к его прежним владениям ещё другие, которые были больше исконных.»

По словам Арриана, пехоты индов погибло до 20 тысяч; всадников около 3-х тысяч; изрублены все колесницы; слоны или погибли, или захвачены; погибли два сына Пора и все его военачальники.
Диодор приводит следующие потери: погибло 12 тысяч индов, включая сыновей и лучших военачальников Пора, ещё 9 тысяч захвачены в плен; захвачены также 80 слонов.
Македоняне по Диодору понесли также тяжёлые потери: 280 конных и более 700 пехотинцев. Мнение Арриана согласуются с Диодором в количестве погибших всадников — 230, из которых 20 гетайров, но Арриан называет только 80 погибших пеших.
После сражения Александр дал месяц отдыха своей армии, основал города Никею и Букефалу на месте битвы, а затем двинулся дальше на восток. Одни князья покорялись ему добровольно, города других он брал приступом. Завоёванные земли Александр отдавал под власть Пора. Однако на подходе к реке Ганг македоняне, услышав об огромных армиях и тысячах боевых слонов за Гангом, отказались следовать за своим царём. Таким образом сражение на реке Гидасп, первая битва македонян со слонами, остановило продвижение великого завоевателя на восток. Теперь Александр покорял племена на пути назад в Персию.
Битва на Гидаспе оказалась последним крупным сражением в биографии Александра Великого.